# Fados
Fados és una pel·lícula documental de Carlos Saura estrenada l'any 2007 i produïda per José Velasco de Zebra Produccions. Dins de la seva trilogia sobre la cançó urbana moderna que va iniciar amb Flamenco (1995) i Tango (1998). Va tenir molt bona acollida a Portugal.

## Argument
El fado va néixer a Lisboa fa més de cent cinquanta anys com un lament dels habitants dels ravals per a contar històries de nostàlgia i dolor. A poc a poc va anar arribant als ambients cortesans i amb el pas dels anys s'ha convertit en el millor ambaixador que Portugal té al llarg del món. A través de les arrels del fado i amb la col·laboració dels seus intèrprets més destacats, descobrim una cultura, una ciutat i un país que està molt més prop d'Espanya del que sembla.

## Comentari
Saura represa l'estil de la pròpia Flamenco o de Sevillanas, és a dir, un gènere pròxim al documental sense argument ni protagonistes que amb una gran bellesa visual representa un musical en estat pur. Carlos Saura és un reconegut amant de la música i de la dansa, però també de Portugal, una terra que queda molt ben retratada en el documental. Per a donar una visió global del fenomen, el realitzador ha comptat amb el gran representant del fado Carlos do Carmo, que a més és l'assessor musical del film. També apareixen altres artistes com Mariza, Camané, Lila Downs, Caetano Veloso o Miguel Poveda, artistes que venen de països molt diferents seduïts pel gènere musical del fado.

## Banda sonora
La banda sonora de la pel·lícula inclou aquestes cançons:
- "Fado da Saudade" - Carlos do Carmo
- "Kola San Jon" - Kola San Jon
- "Variações em Lá" - Jaime Santos, Ricardo Rocha
- "Transparente" - Mariza
- "Menina Você que Tem" - Toni Garrido
- "Quadras" - Camané
- "Fado da Severa" - Catarina Moura
- "Rua do Capelão" - Cuca Roseta
- "Marceneiro" - SP & Wilson
- "Um Homem na Cidade" - Carlos do Carmo
- "Foi na Travessa da Palha" - Lila Downs
- "Vida Vivida" - Argentina Santos
- "Fado Batido" - Brigada Víctor Jara
- "Flor Di Nha Esperança" - Lura
- "Sopra Demais o Vento" - Camané
- "Estranha Forma de Vida" - Caetano Veloso
- "Fado Tropical" - Chico Buarque e Carlos do Carmo
- "Meu Fado Meu" - Mariza i Miguel Poveda
- "Casa de Fados" - Maria da Nazaré/ Vicente da Câmara
- "Ó Gente da Minha Terra" - Mariza

## Premis
- Goya a la millor cançó original Fernando Pinto do Amaral i Carlos do Carmo "Fado da saudade".[6]
- Medalla del CEC al millor documental[7]